# Кокарна (Курмангазинский район)
Кокарна (каз. Көкарна) — село в Курмангазинском районе Атырауской области Казахстана. Входит в состав Макашского сельского округа. Код КАТО — 234657500.

## Население
В 1999 году население села составляло 175 человек (95 мужчин и 80 женщин). По данным переписи 2009 года, в селе проживало 100 человек (53 мужчины и 47 женщин).